# Улица Симина (Београд)
| Улица Симина         | Улица Симина |
| -------------------- | ------------ |
|                      |              |
| Општина              | Стари град   |
| Почетак              | Вишњићева    |
| Крај                 | Скадарска    |
| Дужина               | 550 m        |
| Названа              | Сима Нешић   |
|                      |              |
|                      |              |
| Почетак Симине улице |              |

Симина улица је улица која се налази у Београду, у општини Стари град.

## Траса
Улица Симина почиње од Вишњићеве улице, и у дужини од око 550 м пружа се праволинијски до Скадарске улице, секући неколико дорћолских улица и већу Француску улицу.

## Назив улице
Улица носи име по Сими Нешићу (1831-1862), кога је са места крушевачког управника поште, кнез Михаило Обреновић актом из 1860. године поставио за полицијског терџумана, односно тумача, преводиоца за турски језик. Нешић је, иначе, био полиглота – осим турског, говорио је још и француски, немачки, грчки и јеврејски језик. Преводио је полицијска документа и тако имао директан увид у послове београдског паше, као и султановог изасланика, Ашир паше. Све ове информације су по правилу ишле назад, до министра полиције Николе Христића и самог кнеза Михаила. Сима Нешић је био тумач - активни учесник инцидента на Чукур чесми 3/15. јуна 1862. године, када је и убијен.

## Значајни објекти
У улици се налазе следећи значајни објекти:
- Протестантска еванђеоска црква, бр. 8
- Црвени крст Београд, бр. 19
- Црвени крст Србије, бр. 19
- Дом здравља Стари град, бр. 27
- Галерија Атријум, бр. 10
- Коло српских сестара, бр. 19

као и неколико угоститељских и услужних објеката, адвокатских канцеларија, продавница.
Црквене просторије Протестантске еванђеоске цркве у улици Проте Матеје су временом постале мале за заједницу која је све више расла. 1989. године добијена је дозвола за изградњу цркве. Стара зграда, чија фасада је стајала усправно само уз помоћ дрвених греда са уличне стране, била је срушена до темеља. 17. априла 1992. године нова црквена зграда у Симиној 8 је посвећена и свечано отворена.
Дана 20. јануара, по старом календару, односно 6. фебруара по новом, 1876. године, на иницијативу др Владана Ђорђевића, угледног војног лекара, у Дворани београдске општине, основано је Српско друштво Црвеног крста. Рад Друштва био је усмерен на прикупљање новчаних и материјалних средстава, организовање болница, обуку добровољних болничарки, набавку санитетског материјала, ангажовању лекара и пружао је велику помоћ војном санитету. Темељи Дома Црвеног крста ударени су јуна 1879. године у Симиној улици у Београду, где се Црвени крст Србије и данас налази. Додатак два спрата и мансарде је најављен у августу 1925. Данас је Црвени крст Србије Национално друштво. Међународно признање му је потврђено 21.9.2006. године. Има 183 организације Црвеног крста у градовима и општинама и 2 покрајинске организације.
Истога дана, 6. фебруара 1876. формиран је и месни одбор за град Београд, данас Црвени крст Београда. Црвени крст Београд данас у свом саставу има 17 локалних организација.
Централна амбуланта код „Лондона“ у Београду, основана 1923. године, била је прва установа за пружање здравствене заштите становништву Београда и представљала је претечу дома здравља.Дом здравља Стари град, са седиштем у улици Симиној број 23-27, регистрован је као установа у Окружном привредном суду у Београду 28. децембра 1965. године са делокругом и задацима за куративно - превентивну здравствену заштиту деце предшколског и школског узраста, осигураника и осталих грађана.
У овој улици се налази спомен-плоча Миросанди Сатарић постављена 1970. и обновљена 2022. године.

## Занимљивости
Друштво симултаних и консекутивних преводилаца Србије одлучило је да дан када је Сима Нешић, познатији као Сима Терџуман (Сима преводилац), настрадао спроводећи Турчина који је повредио дечака на Чукур-чесми, 15. јун 1862 (по новом календару), прогласи за Дан ДСКПС-а и усмених преводилаца.

## Градски превоз
Улицом не пролазе возила градског превоза, али у близини се налази почетна станица Трг републике са неколико линија градског превоза. 